# Nadezhda Sergeyevna Alliluyeva
Nadezhda Sergeyevna Alliluyeva (22 tháng 9 [lịch cũ 9 tháng 9] năm 1901 – 9 tháng 11 năm 1932) là vợ thứ hai của Iosif Stalin.

## Đầu đời

### Gia cảnh
Thân phụ của Alliluyeva, Sergei Yakovlevich Alliluyev (1866–1945), xuất thân trong một gia đình nông dân ở Voronezh Oblast, miền tây nam nước Nga. Ông chuyển tới sinh sống ở Dãy Kavkaz, làm thợ điện cho một ga tàu hỏa. Tổ mẫu của Sergei là người Digan, điều mà chắt gái Svetlana cho là nguồn gốc của "những đặc điểm ngoại lai, miền nam" và "những đôi mắt đen" đặc trưng của dòng họ. Sergei bắt đầu hoạt động chính trị, tham gia Đảng Lao động Dân chủ Xã hội Nga (RSDRP) vào năm 1898 và trở thành nhân vật nổi bật trong các hội nghiên cứu của công nhân; cũng qua các cuộc họp ấy mà ông quen biết Mikhail Kalinin, một trong những nhà tổ chức chuyên nghiệp của đảng tại vùng núi Kavkaz. Vì các hành vi bất hợp pháp của mình, Sergei đã bị chính quyền Sa hoàng bắt và phát lưu ra Siberia, tới năm 1902 thì được thả về Kavkaz. Năm 1904, ông gặp gỡ Ioseb Jughashvili (sau lấy tên Iosif Stalin) trong lúc vận chuyển công cụ in ấn từ Baku về Tiflis. Ngoài thân phụ, Alliluyeva còn nhận thêm cha đỡ đầu tên là Avel Yenukidze, vốn là một "Cựu Bolshevik" và đồng nghiệp của Stalin.
Thân mẫu của Alliluyeva, Olga Evgenievna Fedotenko (1877–1951), là đứa út trong gia đình gồm chín người con của ông Evgeny Fedotenko và bà Magdalena Eicholz. Con gái của Alliluyeva, Svetlana, viết trong hồi ký rằng Evgeny mang dòng máu Ukraina của bên nội và Gruzia của bên ngoại, lớn lên chỉ đọc nói tiếng Gruzia ở nhà. Trong khi đó, Magdalena sinh thành trong một gia đình người Đức định cư, nói thạo cả tiếng Đức lẫn tiếng Gruzia ở nhà. Ông Evgeny ban đầu muốn sắp đặt cho Olga cưới con trai của một người bạn, song bà không cam chịu nên bỏ nhà ra đi khi mới 14 tuổi để chung sống với Sergei ở Tiflis.

### Thiếu thời
Nadezhda Alliluyeva sinh ngày 22 tháng 9 năm 1901 tại Baku. Bà là người em út trong số bốn anh chị em Alliluyev, lần lượt từ lớn đến bé có tên là Anna, Fyodor, và Pavel. Cả nhà chuyển đến sống ở Moskva vào năm 1904 nhưng phải quay về Baku vào năm 1906. Năm 1907, Sergei cùng gia đình định cư trên Sankt-Peterburg, thường xuyên chứa chấp các nhà cách mạng Bolshevik, bao gồm cả Stalin. Tại đây, Sergei Aliluyev kiếm việc làm ở một trạm điện, tới năm 1911 đã thăng lên chức trưởng trạm với mức lương khá giả đủ nuôi gia đình.
Tiếp xúc với hoạt động cách mạng từ thiếu thời, Alliluyeva ủng hộ Đảng Bolshevik khi còn ngồi trên ghế nhà trường. Gia đình bà thường xuyên chứa chấp các đảng viên Bolshevik, chẳng hạn như cho phép Vladimir Ilyich Lenin nương náu trong những ngày Tháng Bảy năm 1917; điều này đã thuyết phục Alliluyeva theo cách mạng. Sau khi Lenin trốn khỏi Nga vào tháng 8 năm 1917, Stalin tới đây. Stalin quen Alliluyeva từ nhỏ; có nguồn cho rằng ông từng cứu bà khỏi bị chết đuối lúc ở Baku. Tuy không giữ liên lạc với nhau trong nhiều năm qua, họ trở nên gần gũi vào mùa hè năm 1918. Hai ông bà kết hôn vào tháng 2 hoặc tháng 3 năm 1919. Vì Đảng Bolshevik không đánh giá cao tôn giáo, đám cưới được tổ chức mà không cần lễ nghi.

## Cuộc đời về sau và sự nghiệp

### Sự nghiệp
Năm 1918, sau thắng lợi của Cách mạng Tháng Mười, Alliluyeva và Stalin chuyển tới Moskva, hội tụ với các thủ lĩnh Bolshevik, bấy giờ mới dời đô từ Petrograd về. Hai vợ chồng sống ở Cung Tiêu khiển  của Điện Kremli, trong hai phòng ngủ khác nhau. Stalin, lúc bấy giờ là Dân ủy phụ trách vấn đề dân tộc, bổ nhiệm Alliluyeva vào làm thư ký cho Bộ Dân ủy Dân tộc. Tháng 5 năm 1918, ông đưa bà và anh rể Fyodor tới Tsaritsyn, một trận địa giao tranh giữa Hồng quân và Bạch Vệ trong Nội chiến Nga. Alliluyeva không nán lại lâu mà nhanh chóng trở về Moskva; vì vướng bận chuyện chiến tranh nên Stalin ít khi về nhà. Tới năm 1921, cuộc nội chiến đã khép lại, và vào năm 1922 Liên Xô được thành lập.